# Valle de Tarfala
Valle de Tarfala (en sueco: Tarfaladalen o Tarfalavagge en sami del norte: Darfalvággi) es un valle en el municipio de Kiruna, Provincia de Norrbotten en el norte del país europeo de Suecia. Los flujos de varios glaciares entran en el valle por lo que investigaciones glaciológicas se ha llevado a cabo desde 1946 en la estación científica de Tarfala.